# Eureka (pel·lícula de 2023)
Eureka és una pel·lícula dramàtica del 2023 coescrita i dirigida per Lisandro Alonso, protagonitzada per Viggo Mortensen, José María Yazpik i Chiara Mastroianni. La pel·lícula està narrada per l'Eureka, una dona que es va convertir en un ocell migratori per crear una connexió entre els anys 1870 i 2019 amb els Estats Units, Mèxic i la selva amazònica. S'ha subtitulat al català.
L'agost de 2020, es va confirmar el repartiment de la pel·lícula, incloent-hi Viggo Mortensen, Chiara Mastroianni, Maria de Medeiros, Viilbjørk Malling Agger i altres.
La pel·lícula es va estrenar al Festival de Canes 2023 a Cannes Premium el 19 de maig de 2023. També va ser convidat al Festival Internacional de Cinema de Múnic, on va competir a la secció Cinemasters del Concurs de Cinema el 26 de juny de 2023. Al juliol, es va projectar al Festival de Cinema Nous Horitzons a la secció Masters el 20 de juliol de 2023.